# 小瀬町 (生駒市)
小瀬町（おぜちょう）は、奈良県生駒市の町名。郵便番号は630-0223。

## 地理
生駒市南部に位置し、北に壱分町、西に有里町、萩原町、小平尾町、南に萩の台、乙田町、東に大和郡山市、奈良市と隣接している。また周囲を取り囲む形で南山手台とも接する。
小瀬は生駒川（竜田川）の流れが最も緩くなる地点で、浅瀬が形成されている。

### 河川
- 竜田川

## 歴史
小瀬村は大和国平群郡に属し、江戸時代にははじめ幕府領、元和元年（1615年）からは郡山藩領、延宝7年（1679年）からは旗本松平氏の知行地となる。
南北を通る清滝街道と奈良・大坂を結ぶ暗越街道の交差点である小瀬は、江戸時代、宿場町の様相を呈し、旅籠屋や茶屋が発達した。
慶応4年（1868年）には世直し一揆の一つである「矢野騒動」が起き、松平領11か村のうちの一つである小瀬村も加わる。小瀬村の宮大工棟梁・与平は11か村のからかさ連判状を携えて、長州藩の大坂陣屋へ赴き、地役人である矢野代官の悪政を訴えた。与平は長州藩士5人の付き添いのもと矢野代官と談判し、矢野陣屋は明け渡される。与平は牢に入れられたが2か月余りで釈放された。

### 沿革
- 1889年（明治22年） - 萩原村・藤尾村・西畑村・鬼取村・小倉寺村・大門村・有里村・壱部村・乙田村・小平尾村と合併して南生駒村が発足[9]。南生駒村大字小瀬となる[6]。
- 1955年（昭和30年） - 生駒町の大字となる[6]。
- 1971年（昭和46年） - 生駒市小瀬町となる[6]。

## 世帯数と人口
2019年（令和元年）10月1日現在の世帯数と人口は以下の通りである。
| 町丁   | 世帯数    | 人口    |
| ------ | --------- | ------- |
| 小瀬町 | 1,364世帯 | 3,099人 |

### 人口の変遷
国勢調査による人口の推移。
| 1995年（平成7年）  | 2,912人 | [ 10 ] |  |
| 2000年（平成12年） | 3,088人 | [ 11 ] |  |
| 2005年（平成17年） | 3,334人 | [ 12 ] |  |
| 2010年（平成22年） | 3,407人 | [ 13 ] |  |
| 2015年（平成27年） | 3,239人 | [ 14 ] |  |

### 世帯数の変遷
国勢調査による世帯数の推移。
| 1995年（平成7年）  | 917世帯   | [ 10 ] |  |
| 2000年（平成12年） | 1,044世帯 | [ 11 ] |  |
| 2005年（平成17年） | 1,129世帯 | [ 12 ] |  |
| 2010年（平成22年） | 1,266世帯 | [ 13 ] |  |
| 2015年（平成27年） | 1,202世帯 | [ 14 ] |  |

## 事業所
2016年（平成28年）現在の経済センサス調査による事業所数と従業員数は以下の通りである。
| 町丁   | 事業所数  | 従業員数 |
| ------ | --------- | -------- |
| 小瀬町 | 106事業所 | 876人    |

## 交通

### 鉄道
- 近鉄生駒線
  - 南生駒駅

### バス
- 奈良交通
  - 東生駒団地線
- たけまる号
  - 西畑線
  - 有里線
  - 萩の台線

### 道路
- 国道168号
- 国道308号（暗越奈良街道）
- 第二阪奈道路
  - 小瀬料金所（壱分町）

## 施設
- 生駒市立大瀬中学校
- 生駒市消防署 南分署
- 南コミュニティセンターせせらぎ
- 南生駒郵便局
- JAならけん 南生駒出張所
- DCMダイキ 南生駒店
- 観泉寺 - 矢野騒動の中心人物・与平の願いにより本堂が再建された[16]。